# الیزابت هولمز
الیزابت آن هولمز (زاده ۳ فوریه ۱۹۸۴) یک تاجر آمریکایی و مؤسس ترانوس است. هولمز متهم به کلاهبرداری است. او مؤسس و مدیر عامل شرکت ترانوس بود، شرکتی که در زمینه فناوری بهداشت و خدمات آزمایشگاهی پزشکی فعالیت می‌کرد که این شرکت به علت کلاهبرداری و تخلف از قوانین فدرال ورشکست شد. افشای کلاه‌برداری این شرکت توسط وال‌استریت ژورنال صورت پذیرفت.
هولمز «جوانترین میلیاردر زن خودساخته» در فهرست فوربز ۴۰۰ بود، جایی که او جایگاه شماره ۱۱۱ را به خود اختصاص داده‌بود و ارزش خالص دارایی او به حدود ۴٫۵ میلیارد دلار رسید تا اینکه با علنی شدن تخلفات شرکت ترانوس ارزش دارایی وی به صفر رسید.
بنابر حکم کمیسیون بورس و اوراق بهادار آمریکا، هولمز می‌بایست جریمه ای ۵۰۰ هزار دلاری را به حساب خزانه دولت واریز نموده و شرکتش نیز ۱۸٫۹ میلیون سهم از مجموع سهام خود را به سرمایه گذاران عودت دهد. بنیانگذار این شرکت همچنین تا ۱۰ سال از تصاحب جایگاه‌های مدیریتی در تمام شرکت‌های عمومی محروم شده‌است. وی همچنین در حال گذراندن حبس یازده ساله خود در زندانی در تگزاس می‌باشد. .

## آغاز زندگی
الیزابت هولمز در ۳ فوریه ۱۹۸۴ در واشنگتن، دی‌سی متولد شد. پدرش، کریستین راسموس هولمز چهارم، معاون شرکت انرژی انران بود، شرکتی که بعدها به دلیل یک رسوایی بزرگ حسابداری ورشکست شد. مادر او، نوئل آن (با نام خانوادگی داوست)، در کنگره به عنوان کارمند کمیته فعالیت می‌کرد. کریستین بعدها در سازمان‌های دولتی همچون USAID، EPA و USTDA سمت‌های اجرایی داشت. خانواده هولمز تا حدی دارای اصالت دانمارکی بودند و یکی از نیاکان او، چارلز لوئیس فلایشمن، مهاجری یهودی-مجارستانی بود که شرکت فلایشمنز ییست را در آمریکا تأسیس کرد. به گفته یکی از دوستان خانواده، خانواده هولمز به تاریخچه امپراتوری مخمر خود افتخار می‌کردند و تمایلی به بازگشت به دوران ثروتمندی گذشته داشتند، چیزی که به نظر می‌رسد الیزابت از کودکی آن را در خود پرورش داده بود.
هولمز دوران دبیرستان خود را در مدرسه سنت جان در هیوستون گذراند. او در دبیرستان به برنامه‌نویسی کامپیوتر علاقه داشت و ادعا می‌کرد که اولین کسب‌وکار خود را با فروش کامپایلرهای زبان C++ به دانشگاه‌های چینی راه‌اندازی کرده است. والدین او برایش معلم خصوصی زبان ماندارین ترتیب داده بودند و در میانه دوره دبیرستان، او در برنامه تابستانی ماندارین دانشگاه استنفورد شرکت کرد. در سال ۲۰۰۲، هولمز وارد دانشگاه استنفورد شد و در رشته مهندسی شیمی تحصیل کرد. او به عنوان پژوهشگر دانشجویی و دستیار آزمایشگاه در دانشکده مهندسی فعالیت داشت و عضو انجمن دانشجویی کاپا آلفا تتا بود.
پس از پایان سال اول دانشگاه، هولمز در آزمایشگاهی در موسسه ژنوم سنگاپور مشغول به کار شد و آزمایش‌هایی برای تشخیص ویروس SARS-CoV-1 انجام داد. او در سال ۲۰۰۳ اولین درخواست ثبت اختراع خود را برای یک پچ دارورسانی قابل پوشیدن ثبت کرد. همان سال، هولمز گزارش داد که در دانشگاه استنفورد مورد تجاوز قرار گرفته است. در مارس ۲۰۰۴، او از دانشکده مهندسی استنفورد انصراف داد و شهریه خود را به عنوان سرمایه اولیه برای تأسیس یک شرکت فناوری بهداشتی مصرف‌کننده استفاده کرد.

## شرکت ترانوس

### بنیان‌گذاری
در سال ۲۰۰۳، الیزابت هولمز شرکتی به نام Real-Time Cures را در پالو آلتو، کالیفرنیا تأسیس کرد، با هدف “دموکراتیک‌سازی خدمات بهداشتی و درمانی”. هولمز که از سوزن و خون‌گیری ترس داشت، تصمیم گرفت آزمایش‌های خونی را با استفاده از مقدار کمی خون انجام دهد. او ایده خود را به استاد پزشکی‌اش در دانشگاه استنفورد، فیلیس گاردنر، مطرح کرد. اما گاردنر با بیان اینکه این کار غیرممکن است، ایده او را رد کرد. با وجود نظرات مشابه از سوی سایر اساتید، هولمز تسلیم نشد و توانست حمایت مشاور و رئیس دانشکده مهندسی، چانینگ رابرتسون، را به دست آورد. همان سال، او نام شرکت خود را به Theranos تغییر داد که ترکیبی از “درمان” و “تشخیص” بود.

### تأمین مالی و توسعه
تا دسامبر ۲۰۰۴، هولمز توانست ۶ میلیون دلار برای شرکت خود جمع‌آوری کند. تا پایان سال ۲۰۱۰، سرمایه شرکت به بیش از ۹۲ میلیون دلار رسید. در سال ۲۰۱۱، جورج شولتز، وزیر امور خارجه سابق آمریکا، پس از ملاقات با هولمز به هیئت‌مدیره شرکت پیوست. شرکت در سال ۲۰۱۳ با همکاری والگرینز مراکز نمونه‌گیری خون در فروشگاه‌های زنجیره‌ای راه‌اندازی کرد و توجه رسانه‌ها را به خود جلب کرد. در سال ۲۰۱۴، هولمز به عنوان جوان‌ترین میلیاردر زن خودساخته در جهان شناخته شد و ارزش شرکت به ۹ میلیارد دلار رسید. او همچنین قراردادهایی با کلینیک کلیولند و شرکت‌های بیمه سلامت منعقد کرد.

### سقوط
در سال ۲۰۱۵، جان کریرو، خبرنگار The Wall Street Journal، تحقیقاتی را درباره تکنولوژی مشکوک شرکت آغاز کرد. این تحقیقات نشان داد که دستگاه Edison نتایج غیر دقیقی ارائه می‌دهد و شرکت برای اکثر آزمایش‌ها از دستگاه‌های تولیدی سایر شرکت‌ها استفاده می‌کرد. علیرغم تهدیدهای حقوقی هولمز، این گزارش منتشر شد و مشکلات جدی شرکت را افشا کرد. در سال ۲۰۱۶، سازمان CMS هولمز را از مدیریت آزمایشگاه‌های کلینیکی منع کرد و همکاری والگرینز با شرکت نیز متوقف شد. همچنین، سازمان غذا و داروی آمریکا استفاده از دستگاه اصلی شرکت را ممنوع کرد.

### دعاوی حقوقی
در سال ۲۰۱۷، ایالت آریزونا از ترانوس به دلیل فروش آزمایش‌های نادرست شکایت کرد. این شکایت به توافقی به ارزش ۴.۶۵ میلیون دلار ختم شد. در سال ۲۰۱۸، کمیسیون بورس و اوراق بهادار آمریکا هولمز و رئیس سابق شرکت را به کلاهبرداری متهم کرد و ادعا کرد که آن‌ها ۷۰۰ میلیون دلار از سرمایه‌گذاران برای محصولی دروغین جمع‌آوری کرده‌اند. هولمز توافق کرد سهام خود را بازگرداند، جریمه‌ای ۵۰۰ هزار دلاری بپردازد، و از مدیریت شرکت‌های عمومی به مدت ۱۰ سال محروم شود.

### پایان کار
در اوج فعالیت خود در سال ۲۰۱۵، شرکت ترانوس بیش از ۸۰۰ کارمند داشت. اما در سال ۲۰۱۸، با تعدیل گسترده نیروها و مشکلات مالی، فعالیت‌های شرکت متوقف شد. در سپتامبر همان سال، ترانوس به طور رسمی اعلام کرد که فرآیند انحلال شرکت را آغاز کرده است و دارایی‌های باقی‌مانده آن به طلبکاران اختصاص خواهد یافت.
جان کریرو، خبرنگار وال‌استریت ژورنال، پس از دریافت اطلاعاتی از یک متخصص پزشکی درباره مشکوک بودن دستگاه آزمایش خون “ادیسون” شرکت ترانوس، تحقیقات محرمانه و چندماهه‌ای را آغاز کرد. او با کارمندان سابق که افشاگری کرده بودند صحبت کرد و به اسناد شرکت دست یافت. الیزابت هولمز، مدیرعامل ترانوس، پس از اطلاع از این تحقیقات، با کمک وکیلش دیوید بویز، تلاش‌هایی برای جلوگیری از انتشار مقاله انجام داد که شامل تهدیدهای حقوقی و مالی علیه روزنامه و افشاگران می‌شد.
در اکتبر ۲۰۱۵، با وجود این تهدیدات، وال‌استریت ژورنال مقاله‌ای افشاگرانه منتشر کرد که نشان می‌داد دستگاه ادیسون نتایج نادرستی ارائه می‌دهد و شرکت برای بیشتر آزمایش‌هایش از دستگاه‌های تجاری دیگر شرکت‌ها استفاده کرده است. کریرو در مجموعه‌ای از مقالات مشکلات شرکت و رفتار هولمز را افشا کرد و در سال ۲۰۱۸ کتابی به نام “خون بد: اسرار و دروغ‌های یک استارتاپ سیلیکون ولی” منتشر کرد که جزئیات این تحقیقات را بیان می‌کرد.
الیزابت هولمز ادعاهای مطرح شده را رد کرد و وال‌استریت ژورنال را یک “روزنامه زرد” خواند. او در مصاحبه‌ای تلویزیونی وعده داد که داده‌های مربوط به دقت آزمایش‌ها را منتشر خواهد کرد. در ژانویه ۲۰۱۶، مرکز خدمات پزشکی و مدیکید آمریکا (CMS) پس از بازرسی از آزمایشگاه ترانوس، ایرادات متعددی را گزارش کرد و پیشنهاد ممنوعیت دو ساله برای هولمز در مدیریت آزمایشگاه‌های بالینی ارائه داد.
در ژوئیه ۲۰۱۶، CMS هولمز را از مالکیت و مدیریت خدمات آزمایش خون به مدت دو سال محروم کرد. به دنبال این تصمیم، والگرینز همکاری خود را با ترانوس پایان داد و مراکز جمع‌آوری خون این شرکت را تعطیل کرد. همچنین، سازمان غذا و داروی آمریکا (FDA) استفاده از یکی از اختراعات اصلی ترانوس را ممنوع کرد. در سال ۲۰۱۷، ایالت آریزونا از ترانوس شکایت کرد و این شرکت مجبور شد هزینه آزمایش‌ها را به مصرف‌کنندگان بازپرداخت کند و جریمه‌ای ۴.۶۵ میلیون دلاری پرداخت کند.
در مارس ۲۰۱۸، کمیسیون بورس و اوراق بهادار آمریکا (SEC) هولمز و رئیس سابق شرکت، رامش بالوانی، را به کلاهبرداری متهم کرد. آنها بیش از ۷۰۰ میلیون دلار از سرمایه‌گذاران جذب کرده بودند، در حالی که ادعاهای نادرستی درباره محصول خود ارائه داده بودند. در نهایت، هولمز مجبور به واگذاری کنترل شرکت، بازگرداندن سهام، و پرداخت جریمه ۵۰۰ هزار دلاری شد. ترانوس که در اوج خود در سال ۲۰۱۵ بیش از ۸۰۰ کارمند داشت، در سال ۲۰۱۸ رسماً اعلام ورشکستگی کرد و دارایی‌های باقی‌مانده‌اش را میان طلبکاران توزیع کرد.

## تصمیم دادگاه
هیئت منصفه دادگاه شهر سن خوزه واقع در ایالت کالیفرنیای آمریکا پس از گذشت بیش از سه ماه محاکمه و ۵۰ ساعت رایزنی، هولمز را به دلیل کلاهبرداری از سرمایه‌گذاران مجرم تشخیص داد، اما او را از برخی اتهامات تبرئه کرد. دادگاه همچنین دربارهٔ برخی دیگر از موارد اتهامی به نتیجه‌ای نرسید و رسیدگی به آنها را متوقف کرد.
در ۱۸ نوامبر ۲۰۲۲ دادگاه وی را متهم به چهار فقره کلاهبرداری نموده و علاوه بر جریمه نقدی ۵۰۰ هزار دلاری و بازگرداند سهام سرمایه گذاران، به ۱۳۵ ماه (معادل ۱۱ سال و ۳ ماه) زندان او رای داد. همچنین او به مدت ۱۰ سال از هرگونه فعالیت در شرکت‌های حقوقی و خصوصی محروم است.